# Lutz Fleischer (Maler)
Lutz Fleischer (* 2. Juni 1956 in Dresden; † 10. Juli 2019) war ein deutscher Maler, Grafiker und Objektkünstler.

## Leben
Nach einer Lehre als Offsetretuscheur besuchte er die Abendschule an der Hochschule für Bildende Künste Dresden. Danach bildete er sich autodidaktisch weiter.
Nebenbei arbeitete er als Verkäufer, Heizer, Gärtner, Lagerist und Restaurator, bevor er sich ab 1981 ausschließlich der Kunst widmete.
Gemeinsam mit Petra Kasten und Andreas Hegewald gründete er 1983 den Leitwolfverlag und 1996 den Schlüsselbundverlag, die sich auf künstlerisch wertvolle Editionen spezialisierten.
Er beteiligte sich an zahlreichen Künstlerbüchern, arbeitete an Editionen der Obergrabenpresse mit und veröffentlichte Beiträge in den Kunstzeitschriften Clochart und Bizarre Städte. In dieser Zeit beschäftigte er sich intensiv mit Visueller Poesie.
1991 gründete er gemeinsam mit Sigrid Walther und Thomas Haufe die Galerie Blaue Fabrik in Dresden.
Fleischer hatte zahlreiche Personalausstellungen und Ausstellungsbeteiligungen.
2005 wurde ihm der Hans-Theo-Richter-Preis der Sächsischen Akademie der Künste verliehen.
Lutz Fleischer lebte und arbeitete in Dresden-Neustadt.
Am 10. Juli 2019 starb Fleischer.

## Ausstellungen (unvollständig)

### Einzelausstellungen
- 1988: „Malerei und Grafik“, Zentralinstitut für Kernforschung Rossendorf bei Dresden
- 2001: „Küss den Nabel“, Leonhardi-Museum, Dresden
- 2010: „Pelzcollagen“, Alte Feuerwache Loschwitz, Dresden
- 2014: „Zweck Wert Werbung“, Galerie ARTAe, Leipzig

### Teilnahme an Gruppenausstellungen

#### Zentrale und wichtige regionale Ausstellungen in der Zeit der DDR
- 1982/1983: Dresden, IX. Kunstausstellung der DDR
- 1983/1984: Dresden, Galerie West („Einblicke“)
- 1984: Berlin, Neue Berliner Galerie im Alten Museum („Junge Künstler der DDR“)
- 1984: Berlin („Bildnis heute“)
- 1985: Dresden, Bezirkskunstausstellung
- 1985: Berlin, Studio im Alten Museum („Expressivität heute - Junge Maler der DDR“)
- 1985: Coswig („Intermedia I“)
- 1985: Dresden, Galerie Rähnitzgasse („Grafik aus Dresdner Werkstätten“)
- 1986: Dresden, Leonhardi-Museum und Galerie Ost („Figur. Malerei - Grafik – Plastik“)
- 1988: Cottbus, Staatliche Kunstsammlungen („Figur = Zeichen“)

#### Ausstellungen seit der deutschen Wiedervereinigung
- 1999: Düsseldorf, Galerie Beethovenstraße („Unter Druck, 20 Jahre Obergrabenpresse Dresden“)
- 2007: Berlin, Galerie Klaus Spermann („BALANCE – Die andere ART. Positionen moderner Kunst“)[3]